# Bothriurus olaen
Bothriurus olaen je štír čeledi Bothriuridae vyskytující se v horských oblastech. Vědecky jej popsal roku 1997 Dr. Luis Eduardo Acosta. Vyskytuje se v pohoří Sierras de Córdoba a provincii San Luis ve střední Argentině. Dorůstá do velikosti 5 cm. Tento druh je příbuzný dobře známému a velkému Bothriurus burmeisteri z Patagonie. Štír není nebezpečný. Druhový název olaen odkazuje k typové lokalitě zvané Pampa de Olaen. Jedná se o 1500 m vysokou náhorní plošinu na Sierras de Córdoba. O štíru je známo jen málo informací.